# Danilo de Montenegro
Danilo Petrović-Njegoš (en serbio: Данило Петровић-Његош; 29 de junio de 1871 - 24 de septiembre de 1939) fue el príncipe heredero de Montenegro. Era el hijo mayor del rey Nicolás I de Montenegro y Milena Vukotić. Para los realistas legitimistas fue Danilo I de Montenegro. Su nombre se traduce como Daniel.

## Biografía
Danilo recibió una buena educación, hablaba ruso, francés y alemán. Entre 1886-1894 su tutor fue el general ruso Nikolai Romanovich Ovsyany.
El príncipe Danilo se casó con la duquesa Jutta de Mecklemburgo-Strelitz (1880-1946), hija de Adolfo Federico V, Gran Duque de Mecklemburgo-Strelitz, a quien conoció en unas vacaciones de la familia en San Petersburgo. Jutta llegó a Montenegro acompañada de su futuro cuñado, el príncipe heredero de Italia Víctor Manuel, esposo de la hermana de Danilo, Elena. Se casó con el príncipe Danilo el 27 de julio de 1899. Después del matrimonio y la conversión a la ortodoxia, Jutta adoptó el nombre de Militza. Los recién casados se establecieron en el Palacio Azul de Cetiña, pero el matrimonio no tuvo hijos.
Durante las Guerras Balcánicas y la I Guerra Mundial encabezó el Ejército montenegrino con su padre (el rey), Janko Vukotić (primo de Milena Vukotić, es decir, el tío del príncipe heredero Danilo) y Mitar Martinović. Durante la Primera Guerra de los Balcanes, Danilo quedó al mando del destacamento de Zeta. Cerca del pueblo de Tuzi, el destacamento de Zeta aplastó las posiciones turcas que cubrían los acercamientos a Shkodër. El 1 de marzo de 1921 Danilo fue proclamado Rey de Montenegro y se convirtió en jefe del gobierno en el exilio hasta el 7 de marzo de 1921 cuando, por razones que todavía no están claras, Danilo abdicó de su título real y como jefe de la casa real en favor de su sobrino, el príncipe Miguel de Montenegro. Su reputación se vio socavada al anunciar su abdicación el 5 de marzo solo para retractarse públicamente de ella al día siguiente, antes de reafirmarse otra vez en ella un día después. Su decisión fue tomada con gran consternación entre la comunidad montenegrina expatriada. Después de su abdicación, Danilo pasó la mayor parte de su vida en Niza.
Es de destacar que el príncipe Danilo demostró ser un buen compositor, escribiendo música para una canción patriótica, titulada por su padre, el rey Nicolás, "Туда, Туда!" ("Onamo, Onamo!"). La partitura fue lanzada en Praga. Durante la Primera Guerra de los Balcanes, la canción se convirtió en un himno montenegrino, y como tal fue publicado en la "Gaceta de Moscú" en 1912.
El príncipe Danilo salió de nuevo a la superficie en 1934 cuando demandó a Metro-Goldwyn-Mayer por difamación y recaudó $4.000 en un tribunal de París por falsa representación en su personaje en la primera versión de la película The Merry Widow. En la película el "Príncipe Danilo de Montenegro" seduce a una plebeya y después la rechaza porque podría empobrecer el tesoro real. Después se arrepiente e intenta recuperarla pero fracasa en convencerla de que el amor es verdadero. La película no sostiene ninguna relación con la realidad. La película fue relanzada y además de degradar al príncipe a la condición de capitán, fueron cuidadosos en cambiar la fecha de la acción de 1905 a 1885, cuando el príncipe real era todavía un joven adolescente.
Danilo murió en Viena (que recientemente había sido anexionada por la Alemania Nazi) en 1939 sin descendencia.